# Orden der goldenen Gesellschaft
Der Orden der goldenen Gesellschaft, gelegentlich auch mit dem Zusatz „in Sachsen“, wurde vom Kurfürsten  Christian I. von Sachsen gestiftet worden. Der bald erloschene Ritterorden wurde 1590 gestiftet.

## Ordensdekoration
Die Ordensdekoration war ein emailliertes rotes Herz, das an einer goldenen Kette um den Hals getragen wurde. Schwert und Pfeil kreuzten im Herz. Auf dem Avers das Bild des Glaubens und auf dem Revers das Bild der Beständigkeit. Das Bild der Treue schwebte mittig über dem Herzen. Eine Inschrift als Ordensdevise lautete: „Qui perseverit usque ad finem salvus erit“.